# Mitchel Steenman
Mitchel Steenman (Dirksland, 17 de junio de 1984) es un deportista neerlandés que compitió en remo.
Ganó dos medallas de bronce en el Campeonato Mundial de Remo, en los años 2009 y 2013, y cuatro medallas en el Campeonato Europeo de Remo entre los años 2012 y 2016.
Además, obtuvo tres medallas en el Campeonato Mundial de Remo de Mar, en los años 2018 y 2019.
Participó en tres Juegos Olímpicos de Verano, ocupando el cuarto lugar en Pekín 2008 (ocho con timonel), el quinto en Londres 2012 (ocho con timonel) y el octavo en Río de Janeiro 2016 (dos sin timonel).

## Palmarés internacional
| Campeonato Mundial | Campeonato Mundial      | Campeonato Mundial | Campeonato Mundial |
| Año                | Lugar                   | Medalla            | Prueba             |
| ------------------ | ----------------------- | ------------------ | ------------------ |
| 2009               | Poznań (Polonia)        | Medalla de bronce  | Ocho con timonel   |
| 2013               | Chungju (Corea del Sur) | Medalla de bronce  | Dos sin timonel    |
| Campeonato Europeo |                         |                    |                    |
| Año                | Lugar                   | Medalla            | Prueba             |
| 2012               | Varese (Italia)         | Medalla de oro     | Dos sin timonel    |
| 2013               | Sevilla (España)        | Medalla de bronce  | Dos sin timonel    |
| 2014               | Belgrado (Serbia)       | Medalla de plata   | Dos sin timonel    |
| 2016               | Brandeburgo (Alemania)  | Medalla de bronce  | Dos sin timonel    |